# Bikramjit Singh
Bikramjit Singh (Gurdaspur, 14 ottobre 1992) è un calciatore indiano, centrocampista del Diamond Harbour.

## Statistiche

### Presenze e reti nei club
| Stagione        | Squadra         | Campionato      | Campionato | Campionato | Coppe nazionali | Coppe nazionali | Coppe nazionali | Coppe europee | Coppe europee | Coppe europee | Altre coppe | Altre coppe | Altre coppe | Totale | Totale |
| Stagione        | Squadra         | Comp            | Pres       | Reti       | Comp            | Pres            | Reti            | Comp          | Pres          | Reti          | Comp        | Pres        | Reti        | Pres   | Reti   |
| --------------- | --------------- | --------------- | ---------- | ---------- | --------------- | --------------- | --------------- | ------------- | ------------- | ------------- | ----------- | ----------- | ----------- | ------ | ------ |
| 2025-2026       | Diamond Harbour | IL+CPD          | 0+2        | 0          | -               | -               | -               | -             | -             | -             | DC          | 1           | 0           | 3      | 0      |
| Totale carriera | Totale carriera | Totale carriera | 2          | 0          |                 | -               | -               |               | -             | -             |             | 1           | 0           | 3      | 0      |

## Palmarès

### Club

#### Competizioni nazionali
- I-League: 1

Churchill Brothers: 2012-2013
- Indian Super League: 2

Atlético de Kolkata: 2016
Chennaiyin: 2017-2018